# 奧格雷澤尼鄉
44°25′N 25°46′E / 44.417°N 25.767°E
奧格雷澤尼鄉（羅馬尼亞語：Comuna Ogrezeni, Giurgiu），是羅馬尼亞的鄉份，位於該國南部，由久爾久縣負責管轄，面積32平方公里，海拔高度98米，2007年人口4,571，人口密度每平方公里143人。